# Cavan Sullivan
Cavan Sullivan (* 28. September 2009 in Philadelphia) ist ein US-amerikanischer Fußballspieler. Der Mittelfeldspieler steht bei Philadelphia Union in der Major League Soccer unter Vertrag. Am 17. Juli 2024 debütierte er mit 14 Jahren und 293 Tagen als jüngster Profifußballer in der Major League Soccer.

## Karriere

### Verein
Im Jahr 2020 nahm Sullivan, wie sein Bruder Quinn, an einem Probetraining bei Borussia Dortmund teil. Auch 2022 soll der Linksfuß wieder bei einem Probetraining in Dortmund gewesen sein.
Ab 2020 stand Sullivan bei der Nachwuchsabteilung von Philadelphia Union unter Vertrag. Sein Debüt im Profifußball absolvierte Sullivan für Philadelphia Union II am zweiten Spieltag der MLS Next Pro am 24. März 2024. Dort lieferte er in der 81. Minute die Vorlage für den entscheidenden Treffer zum 2:1 gegen New England Revolution II.
Im Mai 2024 unterschrieb Sullivan einen Profivertrag bis 2028 bei Philadelphia Union. Der Vertrag soll auch vorsehen, dass Sullivan 2027 zu Manchester City in die Premier League wechselt, sobald er 18 Jahre alt ist. Ab einem Alter von 16 Jahren dürfte Sullivan frühestens im Profifußball in Europa tätig sein. Da er aber erst mit 18 in der Premier League auflaufen darf, könnte er in der Zwischenzeit in einem der Vereine, die zur City Football Group gehören und Spieler schon ab 16 aufnehmen dürfen, spielen. Für den Wechsel soll Manchester City bis zu fünf Millionen USD (etwa 4,6 Millionen Euro) zahlen. Sullivan ist damit auch der jüngste Spieler, der einen Vertrag bei Philadelphia Union unterzeichnet hat.
Sein Debüt in der Major League Soccer fand am 18. Juli 2024 bei einem Heimspiel gegen New England Revolution statt. Er wurde in der 85. Minute eingewechselt. Dies markierte einen neuen Altersrekord in der MLS. Mit 14 Jahren und 293 Tagen war er beim Debüt 13 Tage jünger als der vorige Rekordhalter Freddy Adu. Zuvor hatte sein Bruder Quinn mit seinem Tor den Endstand auf 5:1 gesetzt.

### Nationalmannschaft
Bei seinem internationalen Debüt mit der US-amerikanischen U-15-Fußballnationalmannschaft erzielte er am 26. April 2023 gegen die englische U-15-Fußballnationalmannschaft zwei Tore. So verhalf er der Mannschaft zu einem 2:2 in dem Freundschaftsspiel. Bei der CONCACAF U-15-Meisterschaft 2023 gewann Sullivan mit der U-15-Fußballnationalmannschaft das Turnier. Er selbst wurde als bester Spieler des Turniers mit dem Goldenen Ball ausgezeichnet. Sein Debüt für die US-amerikanische U-17-Fußballnationalmannschaft fand am 4. September 2024 bei der 0:1-Niederlage gegen die DFB-U-18-Junioren statt.
Da Sullivans Mutter deutsche Wurzeln hat, darf er für die deutsche Nationalmannschaft spielen. Laut Informationen von ran steht Sullivan auf der Liste des DFB und wurde schon mehrfach von deutschen Scouts beobachtet. Sullivan erklärte zwar, dass er Amerikaner sei, aber für alle Möglichkeiten offen bliebe.

## Persönliches
Sullivan wurde 2009 in Philadelphia geboren. Er ist einer der vier Söhne von Heike und Brendan Sullivan, der ebenfalls professionell Fußball gespielt hat. Auf der väterlichen Seite spielt die Familie seit Generationen professionell Fußball. Sein Großvater, Larry Sullivan, war Trainer des Teams der Villanova University und trainierte dort den derzeitigen (Stand 2024) Trainer von Philadelphia Union Jim Curtin. Larry trainierte ebenfalls seinen Sohn Brendan, der fünf Jahre in der A-League professionell Fußball spielte. Cavans Bruder Quinn Sullivan ist ebenfalls Fußballspieler und ebenso bei Philadelphia Union unter Vertrag. Die beiden anderen Söhne Ronan und Declan spielen ebenfalls Fußball.
Cavans Mutter Heike spielte genauso wie ihr Ehemann bei der University of Pennsylvania Fußball. Sie ist die Tochter des deutsch-amerikanischen Kommunikationswissenschaftlers Klaus Krippendorff.
Sullivan besucht sein ganzes Leben schon die YSC Academy, eine auf Fußballförderung ausgelegte private Bildungseinrichtung in Wayne, Pennsylvania. Dort unterrichtet auch sein Vater.